# Yang Kaihui
Pour les articles homonymes, voir Yáng (杨 ou 楊).
Yang Kaihui (chinois simplifié : 杨开慧 ; chinois traditionnel : 楊開慧 ; nom de courtoisie : Yúnjǐn 云锦) est la deuxième femme de Mao Zedong, née le 6 novembre 1901 en Chine impériale et morte exécutée le 14 novembre 1930 à Changsha en république de Chine.
Elle a vécu avec Mao de 1920 à 1927.

## Biographie
Yang Kaihui naît dans le village de Bacang. Elle est la fille de Yang Changji, le directeur de l'école normale du Hunan et un des professeurs préférés de Mao.
Elle donne trois fils à Mao : Mao Anying, Mao Anqing et Mao Anlong.
En 1921, elle adhère au Parti communiste chinois. Elle est exécutée par le Guomindang en 1930 à Changsha (Hunan), étranglée au garrot.